# 29394 Hirokohamanowa
29394 Hirokohamanowa è un asteroide della fascia principale. Scoperto nel 1996, presenta un'orbita caratterizzata da un semiasse maggiore pari a 2,6750713 UA e da un'eccentricità di 0,1571967, inclinata di 12,47715° rispetto all'eclittica.